# رستم و سهراب-قسمت دوم (آلبوم)
 رستم و سهراب-قسمت دوم نام یک آلبوم موسیقی اثر لوریس چکناواریان، هنرمند ایرانی است که در سبک سمفونی تهیه شده و دارای ۹ آهنگ است.

## فهرست آهنگ‌ها
| ردیف | آهنگ                             |
| ۱    | the introduction                 |
| ۲    | scene 1                          |
| ۳    | The battle of rostam & sohrab    |
| ۴    | scene 2                          |
| ۵    | Rostam grieves                   |
| ۶    | Tahmineh awares of sohrabs death |
| ۷    | lament                           |
| ۸    | Finale - sohrabs funeral         |
| ۹    | Epilogue                         |